# Тіме Іван Августович
Іван Августович Тіме (* 11(23).7.1838 — † 5.11.1920, Петроград), російський вчений і гірничий інженер. У 1858 закінчив Петербурзький інститут корпусу гірничих інженерів. У 1859–1866 працював на заводах Уралу, а в 1866–1870 на заводах Донбасу. У 1870–1915 (з перервами) професор Петербурзького інституту корпусу гірських інженерів. У 1873–1917 член Гірського вченого комітету і консультант Петербурзького монетного двору. Тіме розробив теорію, правила розрахунку і будови парових молотів, залізопрокатних машин, водяних турбін і ін. машин гірничозаводської промисловості, дав основні рекомендації з їх експлуатації.
Одна зі створених за його участю парова підйомна машина працювала на шахті Дагмара у м. Лисичанськ.

## Список праць
- «Сопротивление металлов и дерева резанью» (1870),
- «Мемуар о строгании металлов» (1877)
- «Образование стружек при пластичных материалах» (1884)
- «Практический курс паровых машин» (т. 1-2, 1886–1887),
- «Курс гидравлики» (т. 1-2, 1891–1894)
- «Основы машиностроения» (т. 1-2, 1883–1885).
- «Гірничозаводська Горнозаводская механика. Справочная книга для горных инженеров и техников по горной части» (1879) — протягом багатьох років була настільною книгою російських гірських інженерів

## Галерея

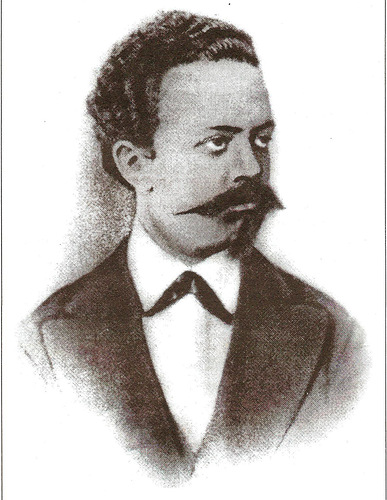
1873 рік.
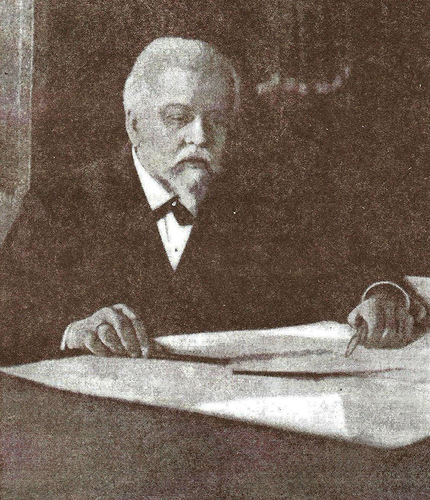
В кабінеті.
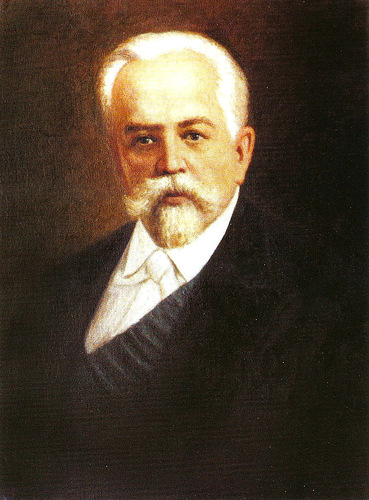
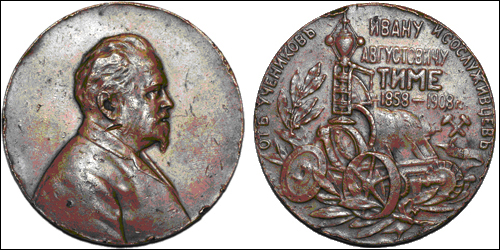
В 1908 році у честь ювілея інженерної, науково-технічнох і педагогічної діяльності на монетному дворі була відчеканена золота медаль, на лицьовій стороні якої був зображений барельєфний портрет Тіме, а на звороті - турбіна і відцентровий регулятор.
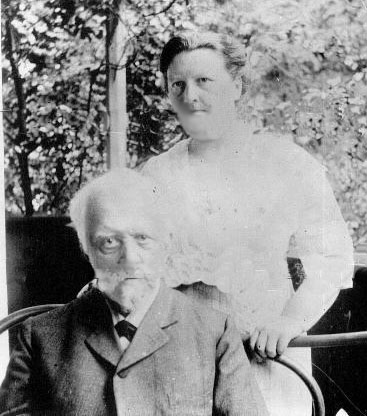
Іван Августович Тіме з дочкою Варварою в 1910 році.
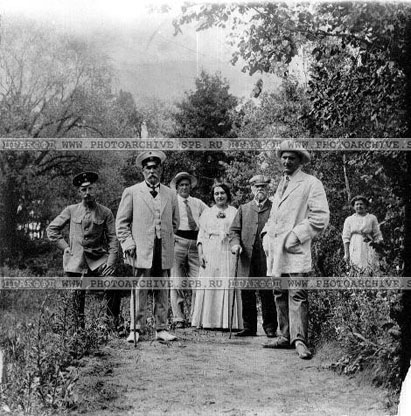
Іван Августович Тіме (п'ятий зліва) з родиною, 1910 рік.
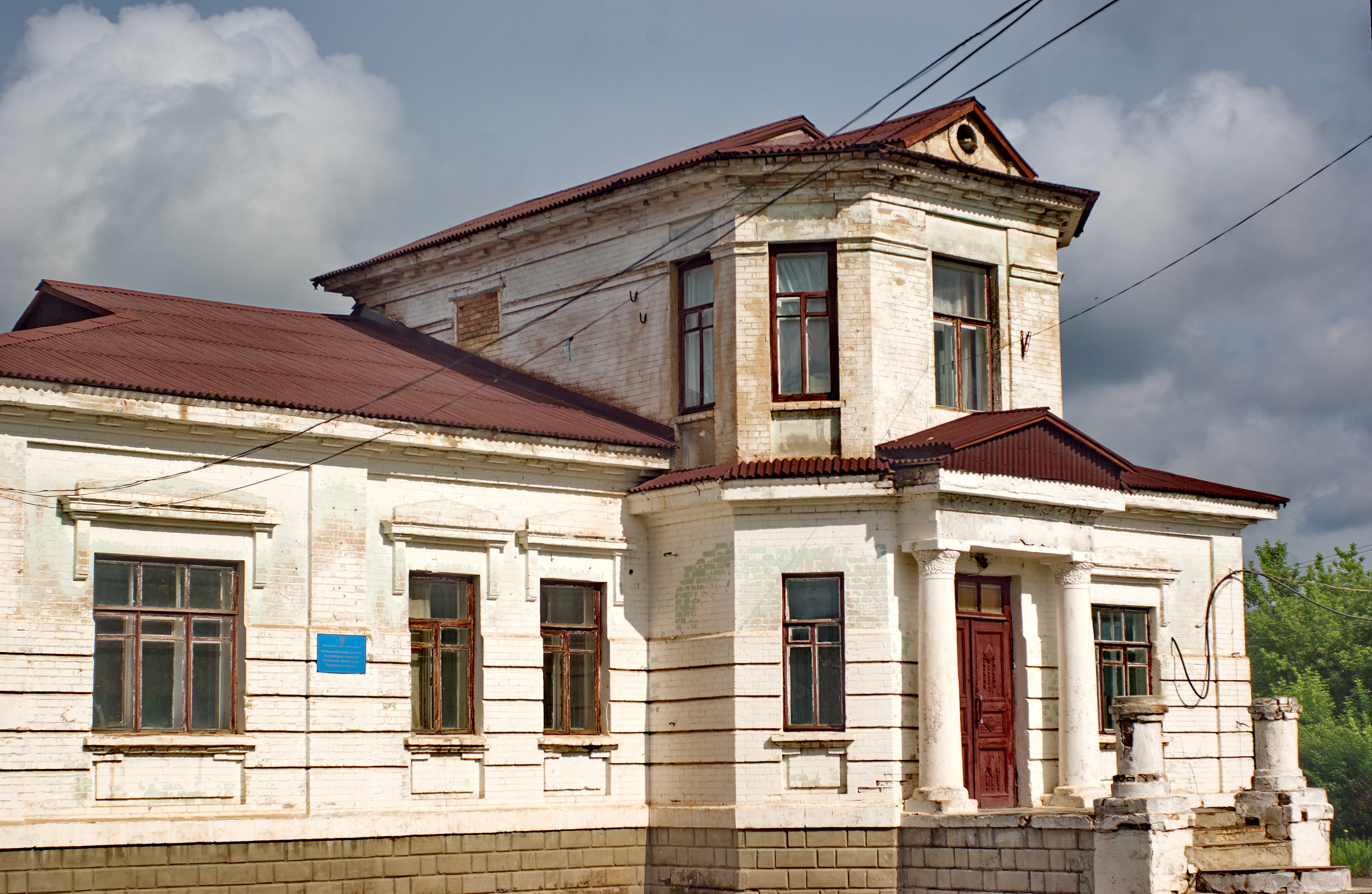